# Лемми (фильм)
«Лемми» — документальный фильм о жизни и карьере почитаемого хэви-метал музыканта Лемми Килмистера — основателя, басиста и лидер-вокалиста группы Motörhead.
Снят Грегом Олливером и Уэсом Оршоски, выступившими в роли авторов сценария, режиссёров и продюсеров картины. Американская премьера фильма состоялась в марте 2010 года на фестивале South by Southwest в Остине (Техас, США), британская премьера — в октябре 2010 года на London Film Festival. Первое издание на DVD — в январе 2011 в Великобритании.

## Сюжет
В основу фильма легли интервью, которые режиссёры взяли у самого Лемми и его друзей, коллег и поклонников. В том числе музыкантов и групп Slash, Guns N' Roses, Motley Crue, Velvet Revolver, Ozzy Osbourne, Metallica, Megadeth, Anthrax, Joy Division, Ramones и др.
В фильме также снялся сын Лемми.
В фильме показано, что Лемми проводит большую часть своей жизни либо в туре с Motörhead, либо в баре и гриле Rainbow в Лос-Анджелесе. Известные музыканты, такие как Сикс, шутят, что сталкиваются с Лемми каждый раз, когда идут в Rainbow. Лемми живет один в небольшой квартире, которую он отказывается сдавать из-за дешевизны аренды по сравнению с другими местами в Лос-Анджелесе и близости к Rainbow.
Он рассказывает, что никогда не был женат и очень близок со своим сыном Полом, гитаристом, который иногда присоединяется к нему на сцене. В фильме также отмечается обширная коллекция памятных вещей Лемми времен Второй мировой войны и его хобби - игра в азартные автоматы.

## Съёмки фильма
«Лемми» снимался в течение трёх лет в США, Германии, Англии, Финляндии, Норвегии, Швеции, России, Шотландии и Дании. Фильм снят на 16 мм плёнку и HD video.

## Издания
- Версия Blu-ray для США содержит более чем 4 часа дополнительного материала.
- Версия с двойным DVD содержит дополнительное получасовое видео, на котором Лемми играет вместе с группой Metallica

| Страна         | Статус | Продажи фильма |
| -------------- | ------ | -------------- |
| Германия       | Gold   | 25,000         |
| США            | Gold   | 50,000         |
| Великобритания | Gold   | 25,000         |

## Оценки критиков и зрителей
- Фильм получил рейтинг 87 % на Rotten Tomatoes. Обозреватель издания NME’s оценил фильм на 8 баллов из 10.
- Оценка фильма на IMDB: 7,8; на Кинопоиске: 8,4.